# Edward R. Murrow
Edward R. "Ed" Murrow (nacido Egbert Roscoe Murrow), (25 de abril de 1908 - 27 de abril de 1965) fue un periodista estadounidense. Trabajó como locutor de noticias en la CBS para radio y televisión.
Alcanzó la fama como locutor de radio durante la Segunda Guerra Mundial. Sus transmisiones eran seguidas por millones de oyentes en los Estados Unidos. Los principales historiadores del período lo consideran una de las grandes figuras del periodismo de su tiempo. Murrow contrató a un equipo de corresponsales de guerra de gran altura y se caracterizó por su honradez e integridad a la hora de difundir las noticias. Fue uno de los pioneros de la televisión. Produjo una serie de reportajes que lo enfrentaron con el senador Joseph McCarthy. 
Retratado en la película de George Clooney, Buenas noches, y buena suerte, por el actor David Strathairn, donde se puede ver su enfrentamiento con el senador McCarthy.

## Primeros años
Murrow nació Egbert Roscoe Murrow en Polecat Creek, cerca de Greensboro, en el condado de Guilford, Carolina del Norte, hijo de Roscoe Conklin Murrow y Ethel F. (de soltera Lamb) Murrow. Sus padres eran cuáqueros. Era el menor de cuatro hermanos y era una "mezcla de ascendencia escocesa, irlandesa, inglesa y alemana". El primogénito, Roscoe Jr., vivió solo unas pocas horas. Lacey Van Buren tenía cuatro años y Dewey Joshua tenía dos años cuando nació Murrow. Su casa era una cabaña de troncos sin electricidad ni plomería, en una granja que solo obtenía unos pocos cientos de dólares al año de maíz y heno.
Cuando Murrow tenía seis años, su familia se mudó a través del país al condado de Skagit en el oeste de Washington, para vivir cerca de Blanchard, a 30 millas (50 km) al sur de la frontera entre Canadá y Estados Unidos. Asistió a la escuela secundaria en las cercanías de Edison, fue presidente del cuerpo estudiantil en su último año y se destacó en el equipo de debate. También fue miembro del equipo de baloncesto que ganó el campeonato del condado de Skagit.
Después de graduarse de la escuela secundaria en 1926, Murrow se inscribió en el Washington State College (ahora Washington State University) en todo el estado en Pullman, y finalmente se especializó en oratoria. Fue miembro de la Kappa Sigma fraternidad, también era activo en la política de la universidad. En su adolescencia, Murrow tenía el sobrenombre de "Ed" y durante su segundo año de universidad, cambió su nombre de Egbert a Edward. En 1929, mientras asistía a la convención anual de la Federación Nacional de Estudiantes de América, Murrow pronunció un discurso instando a los estudiantes universitarios a interesarse más en los asuntos nacionales y mundiales; esto llevó a su elección como presidente de la federación. Después de obtener su licenciatura en 1930, se mudó al este de Nueva York.
Murrow fue subdirector del Instituto de Educación Internacional de 1932 a 1935 y se desempeñó como subsecretario del Comité de Emergencia en Ayuda a los Académicos Extranjeros Desplazados, que ayudó a destacados académicos alemanes que habían sido despedidos de puestos académicos. Se casó con Janet Huntington Brewster el 12 de marzo de 1935. Su hijo, Charles Casey Murrow, nació en el oeste de Londres el 6 de noviembre de 1945.

## Carrera en CBS
Murrow se unió a CBS como director de charlas y educación en 1935 y permaneció en la cadena durante toda su carrera. CBS no tenía personal de noticias cuando Murrow se unió, salvo por el locutor Bob Trout. El trabajo de Murrow era alinear a los creadores de noticias que aparecerían en la red para hablar sobre los problemas del día. Pero el que alguna vez fue el principal orador del estado de Washington estaba intrigado por la entrega al aire de Trout, y Trout le dio a Murrow consejos sobre cómo comunicarse eficazmente por radio.
Murrow fue a Londres en 1937 para desempeñarse como director de las operaciones europeas de CBS. El puesto no incluía informes en el aire; su trabajo consistía en persuadir a las figuras europeas para que transmitieran por la cadena CBS, que competía directamente con las dos cadenas de radio de NBC. Durante este tiempo, realizó frecuentes viajes por Europa.  En 1937, Murrow contrató al periodista William L. Shirer y lo asignó a un puesto similar en el continente. Esto marcó el comienzo del equipo de reporteros de guerra de "Murrow Boys".

### Radio
Murrow obtuvo su primer destello de fama durante el Anschluss de marzo de 1938, en el que Adolf Hitler diseñó la anexión de Austria por parte de la Alemania nazi. Mientras Murrow estaba en Polonia organizando una transmisión de coros de niños, recibió noticias de Shirer de la anexión y del hecho de que Shirer no podía difundir la historia a través de las instalaciones de radio estatales austriacas. Murrow envió inmediatamente a Shirer a Londres, donde entregó un relato de testigo ocular sin censura del Anschluss. Murrow luego contrató el único medio de transporte disponible, un avión de 23 pasajeros, para volar de Varsovia a Viena para poder reemplazar a Shirer.
A petición de la dirección de CBS en Nueva York, Murrow y Shirer organizaron un resumen de noticias europeas sobre la reacción al Anschluss, que reunió a corresponsales de varias ciudades europeas para una única transmisión. El 13 de marzo de 1938, se transmitió el especial, presentado por Bob Trout en Nueva York, incluido Shirer en Londres (con la diputada laborista Ellen Wilkinson), el reportero Edgar Ansel Mowrer del Chicago Daily News en París, el reportero Pierre J. Huss del International News Service en Berlín y el senador Lewis B. Schwellenbach en Washington D. C. El reportero Frank Gervasi, en Roma, no pudo encontrar un transmisor para transmitir la reacción desde la capital italiana, pero telefoneó su guion a Shirer en Londres, quien lo leyó al aire.: 116–120  : 116-120  Murrow informó en vivo desde Viena, en el primer reportaje de noticias sobre el terreno de su carrera: "Este es Edward Murrow hablando desde Viena ... Son casi las 2:30 de la mañana y Herr Hitler aún no ha llegado ".
La transmisión se consideró revolucionaria en ese momento. Con informes multipunto, en vivo transmitidos por onda corta en los días anteriores a la tecnología moderna (y sin que cada una de las partes necesariamente pudiera escucharse entre sí), salió casi sin problemas. El especial se convirtió en la base de World News Roundup, la serie de noticias más antigua de la radiodifusión, que todavía se emite todos los días de la semana por la mañana y por la noche en CBS Radio Network.
En septiembre de 1938, Murrow y Shirer participaron habitualmente en la cobertura de CBS de la crisis de los Sudetes en Checoslovaquia, que Hitler codiciaba para Alemania y que finalmente ganó en el Acuerdo de Múnich. Sus incisivos informes aumentaron el apetito estadounidense por las noticias de radio, y los oyentes esperaban regularmente las transmisiones de onda corta de Murrow, presentadas por el analista HV Kaltenborn en Nueva York diciendo: "Llamando a Ed Murrow ... entra Ed Murrow".
Durante el año siguiente, antes del estallido de la Segunda Guerra Mundial, Murrow continuó con su base en Londres. Los reportajes de William Shirer desde Berlín le valieron la aclamación nacional y un puesto de comentarista en CBS News a su regreso a los Estados Unidos en diciembre de 1940. Shirer describiría sus experiencias en Berlín en su libro más vendido de 1941, Berlin Diary. Cuando estalló la guerra en septiembre de 1939, Murrow se quedó en Londres y más tarde proporcionó transmisiones de radio en vivo durante el apogeo del Blitz en London After Dark. Estas transmisiones en vivo de onda corta transmitidas por CBS electrificaron a las audiencias de radio como nunca lo había hecho la programación de noticias: la cobertura de la guerra anterior había sido proporcionada principalmente por informes de periódicos, junto con noticieros vistos en salas de cine; los programas de noticias de radio anteriores simplemente habían presentado a un locutor en un estudio leyendo informes de servicio de cable.

## La Segunda Guerra Mundial

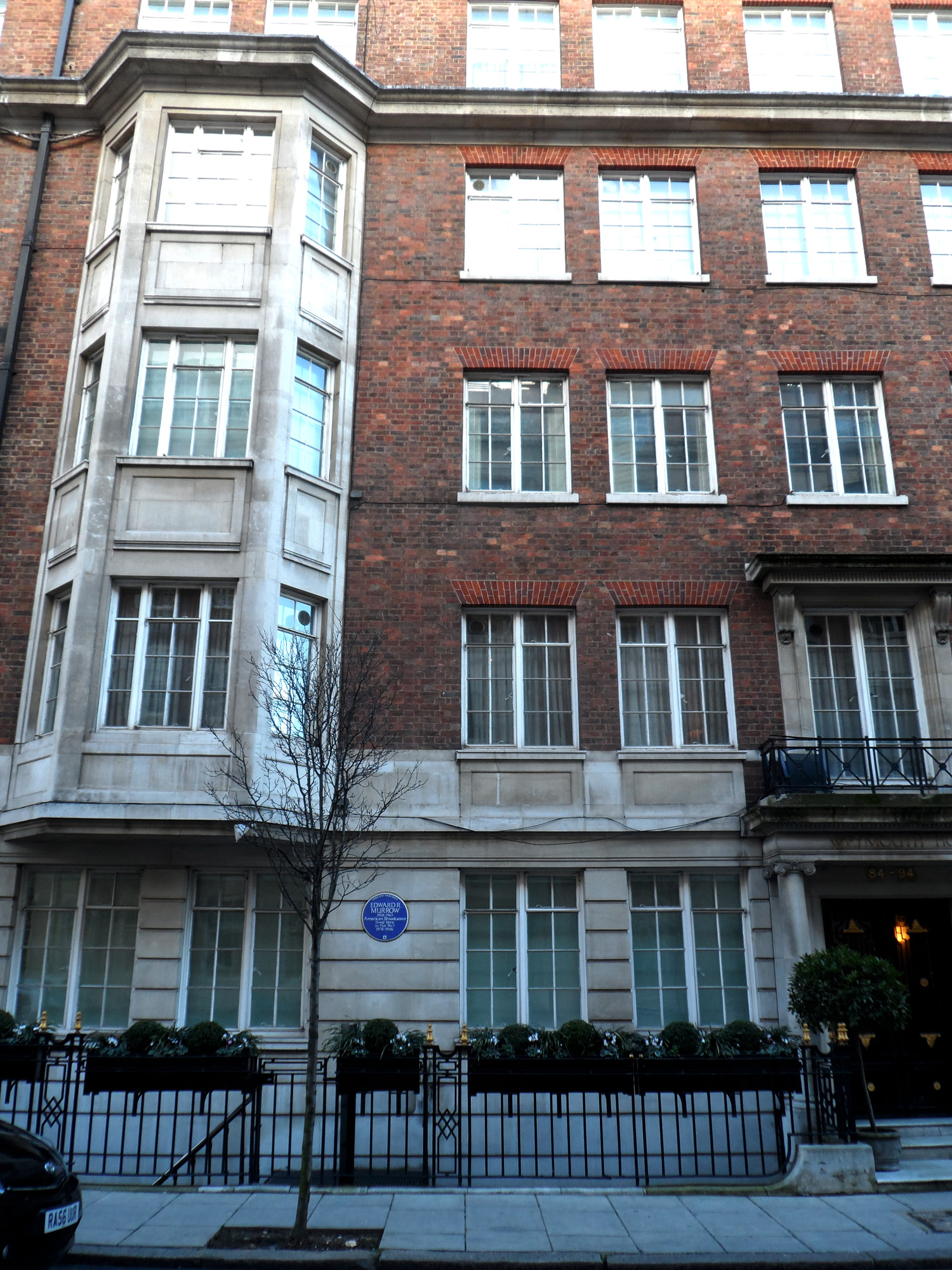
Murrow vivía en un piso de Hallam Street, cerca de Great Portland Street, en Londres, durante la Guerra.

Los reportajes de Murrow, especialmente durante el bombardeo, comenzaban con lo que se convirtió en su inicio característico: "Esto es Londres", pronunciado con su énfasis vocal en la palabra esto, seguido de una pausa antes del resto de la frase. Su antigua profesora de oratoria, Ida Lou Anderson, le sugirió esta apertura como una alternativa más concisa a la que había heredado de su predecesor en CBS Europa, César Saerchinger: "Hola, América. Esto es Londres llamando". La frase de Murrow se convirtió en sinónimo del locutor y de su cadena.
Murrow alcanzó el estatus de celebridad como resultado de sus reportajes de guerra. Estos dieron lugar a su segunda frase célebre: a finales de 1940, con cada bombardeo alemán nocturno, los londinenses, que no necesariamente se verían a la mañana siguiente, solían cerrar sus conversaciones con un "buenas noches y buena suerte". La futura monarca británica, la princesa Isabel, se dirigió así al mundo occidental en un discurso radiofónico en directo a finales de año, cuando dijo "buenas noches, y buena suerte a todos". Así que, al final de una emisión de 1940, Murrow terminó su segmento con "Buenas noches, y buena suerte". El profesor de oratoria Anderson insistió en que lo mantuviera, y así nació otro eslogan de Murrow.
Cuando Murrow regresó a Estados Unidos en 1941, la CBS organizó una cena en su honor el 2 de diciembre en el Hotel Waldorf-Astoria. 1.100 invitados asistieron a la cena, que la cadena transmitió. Franklin D. Roosevelt envió un telegrama de bienvenida, que se leyó en la cena, y el bibliotecario del Congreso Archibald MacLeish pronunció un elogio en el que comentó el poder y la intimidad de los despachos de guerra de Murrow[9]: 203-204 "Quemasteis la ciudad de Londres en nuestras casas y sentimos las llamas que la quemaron", dijo MacLeish. "Pusisteis los muertos de Londres a nuestras puertas y supimos que los muertos eran nuestros muertos, eran los muertos de la humanidad. Habéis destruido la superstición de que lo que se hace más allá de 3.000 millas de agua no se hace realmente".
El ataque japonés a Pearl Harbor se produjo menos de una semana después de este discurso, y Estados Unidos entró en la guerra como combatiente en el bando aliado. Murrow voló en 25 misiones de combate aliadas en Europa durante la guerra,: 233  proporcionando informes adicionales desde los aviones mientras zumbaban sobre Europa (grabados para su transmisión en diferido). La habilidad de Murrow para improvisar descripciones vívidas de lo que ocurría a su alrededor o debajo de él, derivada en parte de su formación universitaria en oratoria, contribuyó a la eficacia de sus emisiones radiofónicas.
A medida que se extendían las hostilidades, Murrow amplió CBS News en Londres, convirtiéndola en lo que Harrison Salisbury describió como "el mejor equipo de noticias que jamás se había reunido en Europa": 230  El resultado fue un grupo de reporteros aclamados por su intelecto y poder descriptivo, entre los que se encontraban Eric Sevareid, Charles Collingwood, Howard K. Smith, Mary Marvin Breckinridge, Cecil Brown, Richard C. Hottelet, Bill Downs, Winston Burdett, Charles Shaw, Ned Calmer y Larry LeSueur. Muchos de ellos, incluido Shirer, fueron apodados más tarde "los chicos de Murrow", a pesar de que Breckinridge era una mujer. En 1944, Murrow buscó a Walter Cronkite para que sustituyera a Bill Downs en la oficina de la CBS en Moscú. Cronkite aceptó inicialmente, pero tras recibir una oferta mejor de su actual empleador, United Press, rechazó la oferta.
Murrow colaboró tan estrechamente con los británicos que, en 1943, Winston Churchill le ofreció ser codirector general de la BBC a cargo de la programación. Aunque rechazó el puesto, durante la guerra Murrow se enamoró de la nuera de Churchill, Pamela: 221–223, 244 , entre cuyos otros amantes estadounidenses estaba Averell Harriman, con quien se casó muchos años después. Pamela quería que Murrow se casara con ella, y él lo consideró; sin embargo, después de que su esposa diera a luz a su único hijo, Casey, puso fin a la relación.
Después de la guerra, Murrow reclutó a periodistas como Alexander Kendrick, David Schoenbrun, Daniel Schorr[14] y Robert Pierpoint en el círculo de los Boys como una virtual "segunda generación", aunque la trayectoria del equipo original en tiempos de guerra lo diferenciaba.
El 12 de abril de 1945, Murrow y Bill Shadel fueron los primeros reporteros en el campo de concentración de Buchenwald, en Alemania. Conoció a supervivientes demacrados, como Petr Zenkl, niños con tatuajes de identificación y "cuerpos apilados como madera de cordero" en el crematorio. En su informe, tres días después, Murrow dijo:: 248–252 
"Les ruego que crean lo que he dicho sobre Buchenwald. He relatado lo que vi y oí, pero sólo una parte. De la mayor parte no tengo palabras.... Si le he ofendido con este relato más bien suave de Buchenwald, no lo lamento en absoluto."
- Extracto del informe de Murrow sobre Buchenwald. 15 de abril de 1945.

## Legado

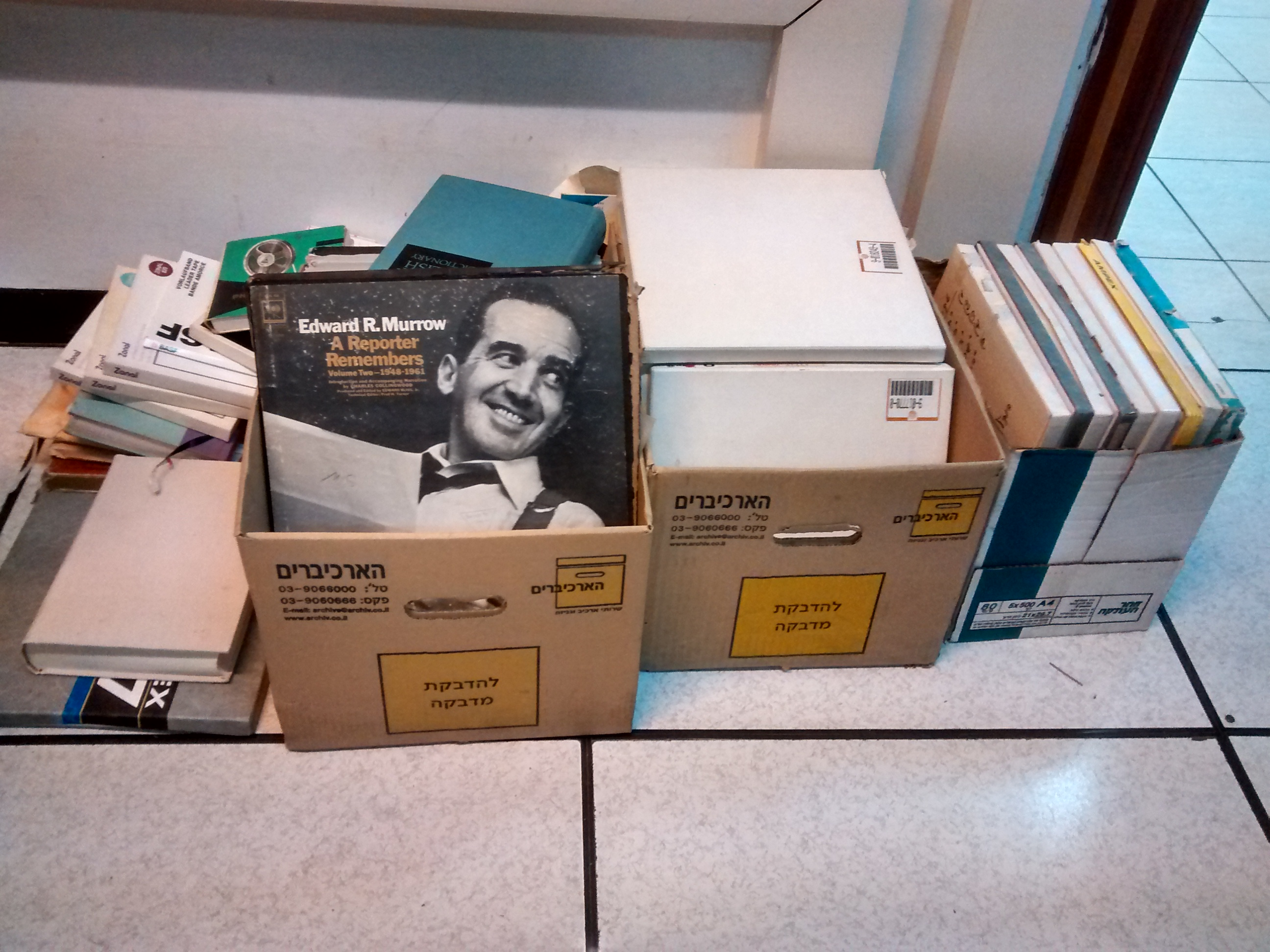
Disco de Murrow en los estudios de radio de Kol Yisrael en Jerusalén, 2016

Tras la muerte de Murrow, se creó el Centro Edward R. Murrow de Diplomacia Pública en la Universidad Tufts de la Escuela Fletcher de Derecho y Diplomacia. La biblioteca de Murrow y los objetos seleccionados se encuentran en la Sala de Lectura Conmemorativa de Murrow, que también sirve como aula especial para seminarios y sala de reuniones para las actividades de Fletcher. Los documentos de Murrow están disponibles para la investigación en Digital Collections and Archives en Tufts, que tiene un website Archivado el 18 de junio de 2010 en Wayback Machine. para la colección y hace que muchos de los documentos digitalizados estén disponibles a través de la Tufts Digital Library.
El centro concede becas Murrow  a profesionales a mitad de carrera que se dedican a la investigación en Fletcher, desde el impacto del debate sobre el Nuevo Orden Mundial de la Información en los medios de comunicación internacionales durante las décadas de 1970 y 1980 hasta las políticas y regulaciones actuales de telecomunicaciones. Muchos distinguidos periodistas, diplomáticos y políticos han pasado por el centro, entre ellos David Halberstam, que trabajó en su libro Lo mejor y lo más brillante, ganador del Premio Pulitzer en 1972, como escritor residente.
El veterano periodista Crocker Snow Jr. fue nombrado director del Centro Murrow en 2005.
En 1971, la RTNDA (en la actualidad Asociación de Noticias Digitales de la Radio y la Televisión) estableció  el Premio Edward R. Murrow de la Asociación, que honra los logros sobresalientes en el campo del periodismo electrónico. Hay otros cuatro premios también conocidos como Premio Edward R. Murrow, entre ellos el Premio Edward R. Murrow  de la Universidad Estatal de Washington.
En 1973, la alma mater de Murrow, la Universidad Estatal de Washington, dedicó a sus instalaciones de comunicación ampliadas el Centro de Comunicaciones Edward R. Murrow y estableció el Simposio anual Edward R. Murrow. En 1990, el Departamento de Comunicaciones de la WSU se convirtió en la Escuela de Comunicación Edward R. Murrow, seguido el 1 de julio de 2008, con la escuela convirtiéndose en el Edward R. Murrow College of Communication. El veterano periodista internacional Lawrence Pintak es el decano fundador del colegio.
Se han filmado varias películas, total o parcialmente, sobre Murrow. En 1986, HBO emitió la película biográfica hecha por cable, Murrow, con Daniel J. Travanti en el papel principal, y Robert Vaughn en un papel secundario. En la película de 1999 El Informante, Lowell Bergman, un productor de televisión del programa de noticias de la CBS 60 minutos, interpretado por Al Pacino, se enfrenta a Mike Wallace, interpretado por Christopher Plummer, después de que una muestra de la industria del tabaco sea editada para adaptarse a la dirección de la CBS y luego, ella misma, quede expuesta en la prensa por la autocensura. Wallace le pasa a Bergman un editorial impreso en The New York Times, que acusa a la CBS de traicionar el legado de Edward R. Murrow. Buenas noches y buena suerte es una película de 2005 nominada al Oscar dirigida, coprotagonizada y coescrita por George Clooney sobre el conflicto entre Murrow y Joseph McCarthy en See It Now. Murrow es interpretado por el actor David Strathairn, que recibió una nominación a los Oscar. En la película, el conflicto de Murrow con el jefe de la CBS, William Paley, ocurre inmediatamente después de su escaramuza con McCarthy.
En 2003, Fleetwood Mac publicó su álbum Say You Will, con el tema "Murrow Turning Over in His Grave (Murrow revolviéndose en su tumba)". En el tema, Lindsey Buckingham reflexiona sobre los medios de comunicación actuales y afirma que Ed Murrow se escandalizaría de la parcialidad y el sensacionalismo que muestran los periodistas del nuevo siglo si estuviera vivo.